# Barbacană

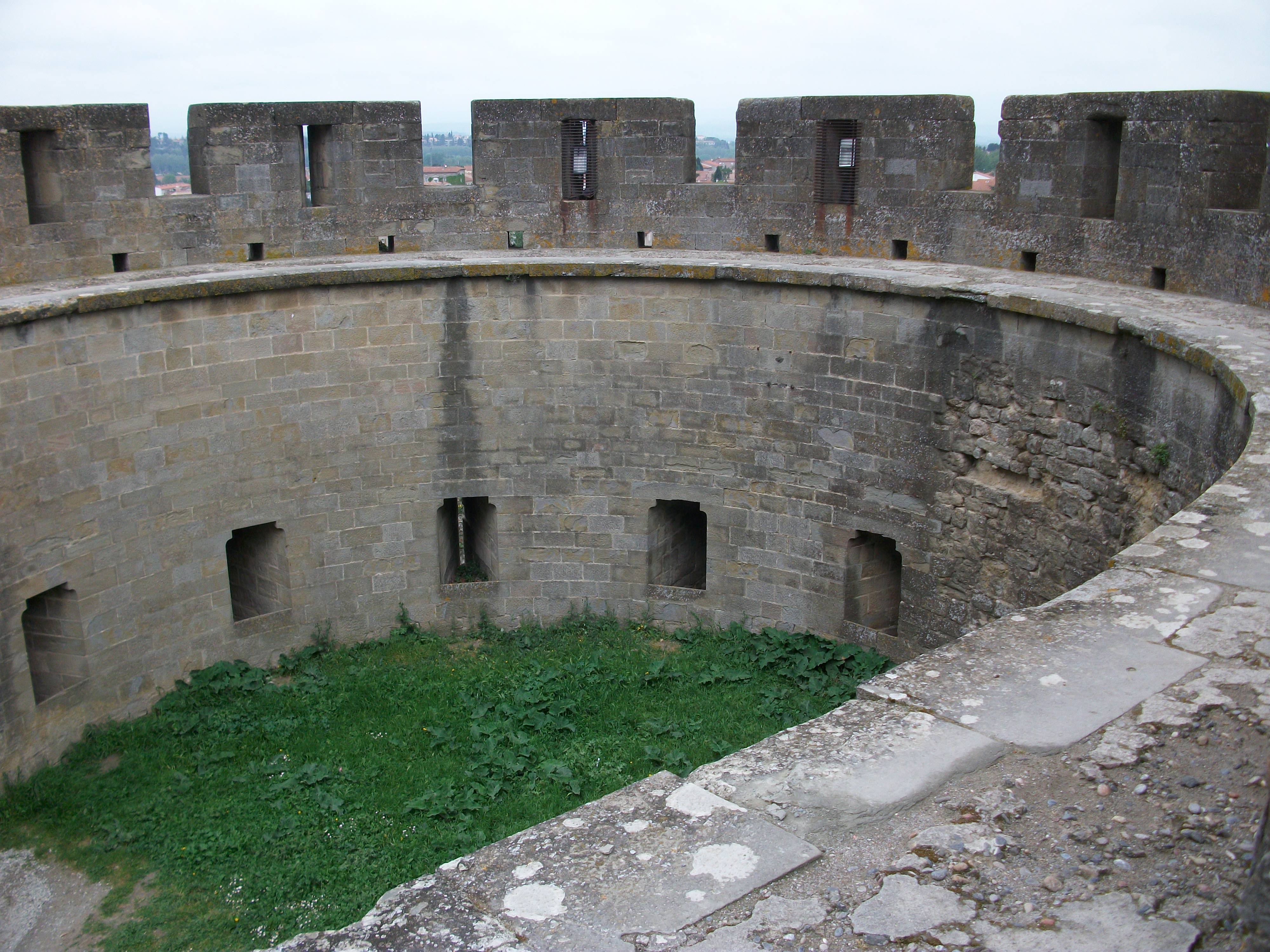
Barbacane medievale

Barbacana este o deschidere îngustă și înaltă amenajată în corpul unor construcții:
- În arhitectura medievală era folosită pentru luminarea și aerisirea scărilor din turnuri, a coridoarelor sau a diferitelor încăperi[1]
- În corpul unor construcții hidrotehnice de captare sau consolidare este folosită pentru a permite trecerea apei, fără transport de material solid și reducerea presiunii hidrostatice exercitată de coloana de apă ce s-ar acumula în spatele lor. Barbacanele se întâlnesc la terasele cu zid de sprijin, la barajele executate pentru combaterea eroziunii solului, la lucrările de captare a izvoarelor și la zidurile de sprijin executate pentru protecția căilor de comunicații.[2]